# /dev/zero
Em sistemas operacionais do tipo Unix, /dev/zero é um arquivo especial que fornece quantos caracteres nulos (o NULL da tabela ASCII, 0x00; e não o caractere "dígito zero", "0", 0x30) forem lidos dele. O fluxo de caracteres nulos gerado por este dispositivo pode, por exemplo, ser utilizado para sobrescrever informações ou para gerar um arquivo limpo de certo tamanho. Outro uso comum é para fornecer um fluxo de caracteres para inicialização de armazenamento de dados (data storage).

## Função
Operações de leitura de /dev/zero retornam a quantidade de caracteres nulos (0x00) requisitados na operação de leitura.
Diferente do /dev/null, o /dev/zero pode ser usado como uma fonte, não apenas como um "esgoto" para dados. Todas as operações de escrita para /dev/zero ocorrem sem nenhum outro efeito. Entretanto, /dev/null normalmente é mais usado para este propósito.
Quando /dev/zero é mapeado em memória, por exemplo, com mmap, para o espaço de endereçamento virtual, é equivalente a usar memória anônima, isto é, memória não conectada a qualquer arquivo.

## Exemplos
O programa utilitário dd do Unix lê fluxos de octetos de uma fonte para um destino, possivelmente realizando conversões de dados no processo. Destruindo dados existentes em uma partição do sistema de arquivos (formatação de baixo nível):
```
dd
 
if
=
/dev/zero
 
of
=
/dev/
''
<partição
 
de
 
destino>
''

```

Criando um arquivo de 1 MiB, chamado foobar, preenchido com caracteres nulos:
```
dd
 
if
=
/dev/zero
 
of
=
foobar
 
count
=
1024
 
bs
=
1024

```

Observação: O valor do tamanho de bloco pode ser fornecido em valores SI (decimal), por exemplo, em GB, MB etc. Para criar um arquivo de 1 GB, poderia-se simplesmente digitar:
```
dd
 
if
=
/dev/zero
 
of
=
foobar
 
count
=
1
 
bs
=
1GB

```

Observação: Em vez de criar um arquivo real com apenas bytes zero, muitos sistemas de arquivo também suportam a criação de arquivos esparsos que retornam zeros após a leitura, mas usam menos espaço real.
O sistema BSD implementa memória compartilhada através da função mmap, que mapeia o /dev/zero para a RAM.
```
# Sobrescreve todos os blocos da unidade por caracteres nulos; 
Não tente isto em casa!

dd if=/dev/zero of=/dev/hda7
```

```
# Cria um grande arquivo vazio chamado de 'teste'
dd if=/dev/zero of=teste count=1000 bs=1000
```

Em contraste com o /dev/null, que age como um "ralo" para os dados, o /dev/zero age como um provedor de dados. Uma operação de escrita no /dev/zero não produz efeito; uma operação de leitura no /dev/zero retorna quantos caracteres do tipo NULL forem lidos.